# 北海道立緑ケ丘病院
北海道立緑ケ丘病院（ほっかいどうりつみどりがおかびょういん）は、北海道河東郡音更町にある病院（都道府県立病院）。

## 沿革
- 1953年（昭和28年）：帯広市西17条南4丁目6に「北海道立緑ヶ丘病院」開設[2]。
- 1984年（昭和59年）：現在地（音更町）に移転[2]。北海道立緑ヶ丘病院附属音更リハビリテーションセンター開設（2012年廃止）[2]。
- 1992年（平成04年）：音更町立音更中学校緑ヶ丘病院院内教室開設（2002年休校）[2]。
- 2014年（平成26年）：地域支援室新設[2]。
- 2015年（平成27年）：スーパー救急病棟運用開始[2]。

## 機関指定
- 保険医療機関
- 療養取扱機関
- 感染症（結核）指定医療機関
- 生活保護法指定医療機関
- 労災保険指定医療機関
- 被爆者一般疾病医療機関
- 指定自立支援医療機関（育成医療・更生医療・精神通院医療）
- 精神科救急医療施設指定病院
- 精神科措置入院指定病院
- 精神科応急入院指定病院
- 医療観察法指定通院医療機関
- 依存症専門医療機関

## 診療科等
診療科
- 精神科（児童精神）

外来
- 専門外来
  - 児童外来
  - アルコール外来
- 夜間外来
- 生活支援外来
  - 生活相談
  - 通院ケア
  - 外来作業療法
  - 訪問看護

## アクセス・駐車場
- 北海道拓殖バス「緑ヶ丘病院前」バス停下車
- 北海道拓殖バス・十勝バス「音更新通17丁目」バス停から徒歩約15分
- 北海道旅客鉄道（JR北海道）帯広駅から車で約15分
- 駐車場：50台

## 参考資料
- “2015年度 病院年報 前半” (PDF).   北海道立緑ヶ丘病院 (2016年). 2017年6月15日閲覧。